# Mompach
Mompach (Luxemburgs: Mompech) is een plaats en voormalige gemeente in het Luxemburgse kanton Echternach.

## Geschiedenis

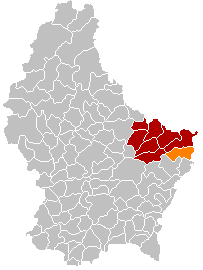
De voormalige gemeente

Tot 1 januari 2018 was Mompach de hoofdplaats van de gelijknamige gemeente met een totale oppervlakte van 27,58 km². Deze telde 1.283 inwoners op 1 januari 2016 en omvatte, naast Mompach zelf, de plaatsen Born, Boursdorf, Givenich, Herborn, Lilien en Moersdorf.

### Ontwikkeling van het inwoneraantal
| Jaar                              | 2001 | 2002 | 2003  | 2004  | 2005  | 2007 | 2014  |
| --------------------------------- | ---- | ---- | ----- | ----- | ----- | ---- | ----- |
| Inwoneraantal                     | 977  | 958  | 1.000 | 1.034 | 1.023 | 990  | 1.212 |
| Opmerking: tellingen op 1 januari |      |      |       |       |       |      |       |

Born · Boursdorf · Dickweiler · Girst · Girsterklaus · Givenich · Herborn · Hinkel · Lilien · Moersdorf · Mompach · Osweiler · Rosport · Steinheim

Luxemburgse gemeenten · Kanton Echternach · Luxemburg